# Анна Кристина Зульцбахская
Анна Кристина Луиза Пфальц-Зульцбахская (нем. Anna Christine Luise von Pfalz-Sulzbach; 5 февраля 1704, Зульцбах-Розенберг, Верхний Пфальц — 12 марта 1723, Турин, Сардинское королевство) — пфальцграфиня Зульцбахская, дочь пфальцграфа Зульцбахского Теодора Эсташа и Марии Элеоноры Гессен-Ротенбургской, супруга принца Карла Эммануила Савойского. Умерла при рождении сына.

## Биография
Анна Кристина родилась 5 февраля 1704 года в Зульцбах-Розенберге. Её родителями были пфальцграф Теодор Эсташ и Мария Элеонора Гессен-Ротенбургская. Анна Кристина стала самой молодой дочерью в семье, где уже было шестеро детей. После неё родился только один сын, Иоганн Вильгельм, который прожил всего два года. Анне Кристине почти исполнилось 16 лет, когда умерла мать.
15 февраля 1722 года женился её старший брат Иоганн Кристиан. Ровно через месяц в Верчелли состоялось венчание Анны Кристины и её жениха Карла Эммануила Савойского, принца Пьемонта. Через год родился их сын, который получил титул герцога Аоста:
- Виктор Амадей Теодор[англ.] (1723—1725)

Вскоре после рождения сына Анна Кристина ушла из жизни. Она была похоронена в Туринском кафедральном соборе святого Джованни Батиста. Впоследствии её тело перезахоронили в базилике Суперга.
Сын Анны Кристины прожил всего два с половиной года. Карл Эммануил через год после смерти жены женился вторично. Лишь один из потомков впоследствии подарил ему внуков.